# Carlia rubrigularis
Espèce
Statut de conservation UICN

 LC  : Préoccupation mineure
Carlia rubrigularis est une espèce de sauriens de la famille des Scincidae.

## Répartition
Cette espèce est endémique du Queensland en Australie.

## Description

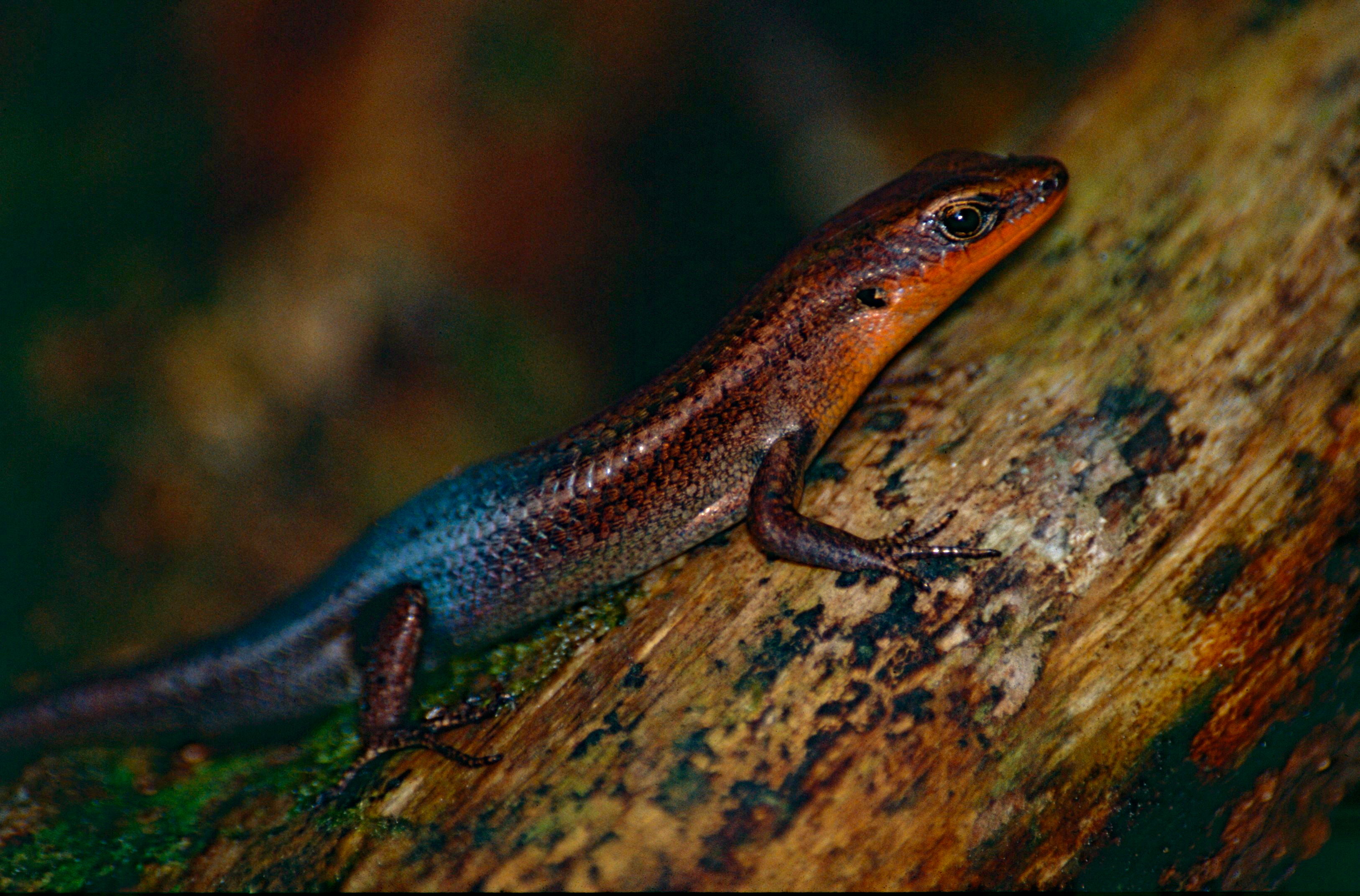
Carlia rubrigularis (Nord du Queensland, Australie)

## Publication originale
- Ingram & Cavacevich, 1989 : Revision of the genus Carlia (Reptilia, Scincidae) in Australia with comments on Carlia bicarinata of New Guinea. Memoirs of the Queensland Museum, vol. 27, no 2, p. 443-490 (texte intégral).